# И просто так
«И просто так» (англ. And Just Like That…) — американский комедийно-драматический сериал, разработанный Майклом Патриком Кингом для стримингового сервиса HBO Max. Проект является сиквелом сериала HBO «Секс в большом городе», созданного Дарреном Старом и основанного на газетной колонке Кэндес Бушнелл и её одноимённом романе. Главные роли сыграли Сара Джессика Паркер, Синтия Никсон, Кристин Дэвис, Марио Кантоне, Сарита Чоудхури, Эван Хэндлер и Николь Ари Паркер. 
Премьера состоялась 9 декабря 2021 года на американском стриминговом сервисе HBO Max. Проект был заявлен как мини-сериал, но позже был продлён на второй сезон, вышедший 22 июня 2023 года. 29 мая 2025 года вышел третий сезон, ставший заключительным. Сериал получил противоречивые отзывы критиков.

## Сюжет
Главные героини сериала — Кэрри, Миранда и Шарлотта, которые прошли вместе большой и непростой жизненный путь. Действие начинается через 11 лет после событий, показанных в предыдущей части франшизы. Дружба героинь по-прежнему крепка, хотя Саманты больше нет рядом с ними: она уехала в Лондон из-за ссоры с Кэрри. Семья, старые приятели, новые знакомства и карьерные вызовы продолжают держать героинь в ритме большого города. В самой первой серии умирает мистер Биг, и Кэрри долго приходит в себя, принимая эту потерю. Миранде удаётся раскрыть в зрелом возрасте лучшую сторону себя, Шарлотта пересматривает взгляды на жизнь благодаря непростому общению с дочерью. В отношениях Стенфорда и Энтони происходит серьёзный кризис.

## Актёры и персонажи

### В главных ролях
| Актёр                     | Роль                                       |
| ------------------------- | ------------------------------------------ |
| Сара Джессика Паркер      | Кэрри Брэдшоу                              |
| Синтия Никсон             | Миранда Хоббс                              |
| Кристин Дэвис             | Шарлотта Йорк                              |
| Марио Кантоне             | Энтони Марантино                           |
| Сарита Чоудхури           | Сима Патель подруга Кэрри                  |
| Эван Хэндлер              | Гарри Голденблатт муж Шарлотты             |
| Николь Ари Паркер         | Лиза Тодд Уэксли подруга Шарлотты          |
| Сара Рамирес (1—2 сезоны) | Че Диаз подруга Миранды                    |
| Уилли Гарсон (1 сезон)    | Стэнфорд Блэтч друг Кэрри                  |
| Крис Нот (1 сезон)        | мистер Биг / Джон Джеймс Престон муж Кэрри |

### Актёры второго плана
| Актёр                                                       | Роль                                                                     |
| ----------------------------------------------------------- | ------------------------------------------------------------------------ |
| Кристофер Нил Джексон                                       | Герберт Уэксли муж Лизы, инвестбанкир                                    |
| Алекса Суинтон                                              | Роза Голденблатт дочь Шарлотты и Гарри                                   |
| Кэти Ан                                                     | Лили Голденблатт дочь Шарлотты и Гарри                                   |
| Ниал Каннингэм                                              | Брэйди Хоббс сын Миранды и Стива                                         |
| Карен Питтман (1—2 сезоны)                                  | Найа Уоллес профессор, преподаватель основ гуманитарного права у Миранды |
| Себастиано Пигацци (2—3 сезоны)                             | Джузеппе поэт, сотрудник булочной Энтони                                 |
| Александр Белло                                             | Генри Уэксли сын Лизы и Герберта                                         |
| Элли Рейн                                                   | Габриэль Уэксли дочь Лизы и Герберта                                     |
| Дэвид Эйгенберг                                             | Стив Брэйди муж Миранды                                                  |
| Джон Корбетт (2—3 сезоны)                                   | Эйдан Шоу                                                                |
| Долли Уэллс (2—3 сезоны)                                    | Джой                                                                     |
| Бобби Ли (1—2 сезоны)                                       | Джеки Ни участник подкаста «Икс, игрек и я»                              |
| Логан Маршалл-Грин (3 сезон)                                | Адам                                                                     |
| Лерой МакКлейн (1—2 сезоны)                                 | Андре Рашад Уоллес муж Найи                                              |
| Катерина Тэнненбаум                                         | Лизетт                                                                   |
| Тристан-Ли Эдвардс (1 сезон) / Элайджа Джейкоб (2—3 сезоны) | Герберт Уэксли-младший сын Лизы и Герберта                               |
| Кри Чиккино (1 сезон)                                       | Луиза Торрес девушка Брэйди                                              |
| Ширли Рока                                                  | Вероника                                                                 |
| Иван Эрнандес (1—2 сезоны)                                  | Франклин                                                                 |
| Бонни Миллиган (2—3 сезоны)                                 | Лела                                                                     |
| Эрин Андерсон                                               | Эйнсли                                                                   |
| Джонатан Кейк (3 сезон)                                     | Дункан Ривз                                                              |
| Мехкад Брукс (3 сезон)                                      | Марион Один                                                              |
| Эшли Эткинсон                                               | Аманда                                                                   |
| Армин Амири (2—3 сезоны)                                    | Рави Горди знаменитый режиссёр                                           |
| Вакима Холлис                                               | Дирдре                                                                   |
| Мэрайя Стронгин (2—3 сезоны)                                | Анастасия                                                                |
| Дафни Зелле (2—3 сезоны)                                    | Кай                                                                      |
| Уильям Абади (1—2 сезоны)                                   | Зед                                                                      |
| Патриция Блэк (2 сезон)                                     | Джуди владелица ветеринарной клиники                                     |
| Бетлхем Миллион (1—2 сезоны)                                | Смоук жена Джеки, дизайнер одежды                                        |
| Логан Соуза (2—3 сезоны)                                    | Уайатт Шоу                                                               |
| Джон Тенни (1 сезон)                                        | Питер                                                                    |
| Джон Гловер (2—3 сезоны)                                    | Эллиот                                                                   |
| Тим Бэгли (2—3 сезоны)                                      | Грег                                                                     |
| Эбби МакЭнани (2 сезон)                                     | БиДи                                                                     |
| Кортни Картер (2—3 сезоны)                                  | Серена                                                                   |
| Дебора С. Крэйг (3 сезон)                                   | Иша Ким                                                                  |
| Пэтти Люпон (3 сезон)                                       | Джанна «Джиа» Амато                                                      |
| Кэролин Мишель (3 сезон)                                    | Шерил                                                                    |
| Куинси Тайлер Бернстайн (3 сезон)                           | Грейс                                                                    |
| Райан Серхант (3 сезон)                                     | Райан Серхант                                                            |
| Алекс Луго (2 сезон)                                        | Тоби / Джесс                                                             |
| Эстер Чен (1, 3 сезоны)                                     | Кэтрин                                                                   |
| Михир Кумар (3 сезон)                                       | Артольд                                                                  |
| Элиасар Хименес (3 сезон)                                   | Диего                                                                    |
| Али Строкер (1—2 сезоны)                                    | Хлоя                                                                     |
| Гари Дурдан (2 сезон)                                       | Туссен                                                                   |
| Джеймс Нафтон (1 сезон)                                     | старший брат Джона                                                       |
| Кейт Хейман (2—3 сезоны)                                    | Слоан                                                                    |
| Бренда Ваккаро (1 сезон)                                    | Глория Маркетт секретарь Джона                                           |
| Джессика Хендерсон (2 сезон)                                | подруга Че                                                               |
| Эвелин Хау (2 сезон)                                        | Райна                                                                    |
| Нэнси Шэйн (1, 3 сезоны)                                    | Джейн Хейс                                                               |
| Томас Канестраро (1, 3 сезоны)                              | Горячий парень Ник                                                       |
| Джексон Мореско-Баеза (3 сезон)                             | Джейми                                                                   |
| Джонни Санчес (2 сезон)                                     | Виктор                                                                   |
| Лекси Рабади (3 сезон)                                      | Кики                                                                     |
| Рикардо Рохас (2 сезон)                                     | Хуан Хосе стилист Симы                                                   |
| Джонатан Грофф (1 сезон)                                    | доктор Пол Дэвид                                                         |
| Шери Отери (3 сезон)                                        | Сидней Черков                                                            |
| Кристен Шаал (3 сезон)                                      | Лоис Фингерхуд                                                           |
| Сьюзи Эссман (3 сезон)                                      | Ронда                                                                    |
| Молли Прайс (1 сезон)                                       | Сьюзан Шерон                                                             |
| Рози О'Доннелл (3 сезон)                                    | Мэри                                                                     |
| Джули Уайт (2 сезон)                                        | Мэдди Томас                                                              |
| Дэниэл Косгроув (2 сезон)                                   | Эдвард                                                                   |
| Джеки Хоффман (3 сезон)                                     | Местный пекарь                                                           |
| Рейчел Дрэтч (2 сезон)                                      | Керри Мур                                                                |
| Хари Неф (1 сезон)                                          | Рабби Джен                                                               |
| Крис Генри Коффи (1 сезон)                                  | Роберт                                                                   |
| Дженифер Льюис (3 сезон)                                    | Люсиль Хайвотер                                                          |

### Приглашённые звёзды
| Актёр                                      | Роль |
| ------------------------------------------ | --- |
| Пэт Боуи (1, 4, 12, 14, 27, 31 серии)      | Юнис Уэксли свекровь Лизы |
| Джули Халстон (1, 2, 13, 14, 27, 28 серии) | Битси фон Маффлинг |
| Виктор Гарбер (14, 18, 29, 32, 33 серии)   | Марк Касабиан владелец галереи |
| Розмари Деуитт (19, 24, 25 серии)          | Кэти бывшая жена Эйдана |
| Тони Данца (12, 13 серии)                  | Тони Данца |
| Оливер Хадсон (12, 14 серии)               | Лайл |
| Бриджит Мойнахан (3 серия)                 | Наташа Нагински бывшая жена Джона |
| Кэндис Берген (14 серия)                   | Инид Фрик бывшая начальница и наставница Кэрри, экс-редактор журнала Vogue, автор рассылки «Спросите Инид» и основатель онлайн-журнала «Вивант» |
| Билли Ди Уильямс (14 серия)                | Лоуренс Тодд папа Лизы, известный драматург и поэт, основатель свободного театра Ньюарка                                                        |
| Глория Стайнем (14 серия)                  | Глория Стайнем одна из основательниц журнала Ms.                                                                                                |
| Дрю Бэрримор (17 серия)                    | Дрю Бэрримор |
| Мириам Шор (17 серия)                      | Амелия Карси |
| Сэм Смит (20 серия)                        | Сэм Смит |
| Ким Кэттролл (21 серия)                    | Саманта Джонс |
| Стефани Кэннон (26 серия)                  | Линда |
| Энди Коэн (30 серия)                       | Дэниел |

## Список сезонов
| Сезон | Серии | Серии | Даты показа    | Даты показа     | Даты показа |
| Сезон | Серии | Серии | Первая серия   | Последняя серия | Канал       |
| ----- | ----- | ----- | -------------- | --------------- | ----------- |
| 1     | 10    | 10    | 9 декабря 2021 | 3 февраля 2022  | HBO Max     |
| 2     | 11    | 11    | 22 июня 2023   | 24 августа 2023 | Max         |
| 3     | 12    | 6     | 29 мая 2025    | 3 июля 2025     | Max         |
| 3     | 12    | 6     | 10 июля 2025   | 14 августа 2025 | HBO Max     |

### Сезон 1
| №  | Название                                                            | Режиссёр           | Автор сценария                                      | Дата премьеры   |
| -- | ------------------------------------------------------------------- | ------------------ | --------------------------------------------------- | --------------- |
| 1  | «Привет, это я» «Hello It's Me»                                     | Майкл Патрик Кинг  | Майкл Патрик Кинг                                   | 9 декабря 2021  |
| 2  | «Маленькое чёрное платье» «Little Black Dress»                      | Майкл Патрик Кинг  | Майкл Патрик Кинг                                   | 9 декабря 2021  |
| 3  | «Однажды в Риме» «When in Rome»                                     | Майкл Патрик Кинг  | Джули Роттенберг и Элиза Зурицки                    | 16 декабря 2021 |
| 4  | «Несколько лучших друзей...» «Some of My Best Friends»              | Джиллиан Робеспьер | Кели Гофф                                           | 23 декабря 2021 |
| 5  | «Срок годности таза» «Tragically Hip»                               | Джиллиан Робеспьер | Саманта Ирби                                        | 30 декабря 2021 |
| 6  | «Дивали» «Diwali»                                                   | Синтия Никсон      | Рашна Фрухбом                                       | 6 января 2022   |
| 7  | «Секс и вдова» «Sex and the Widow»                                  | Ану Валиа          | Джули Роттенберг и Элиза Зурицки                    | 13 января 2022  |
| 8  | «Гнев, ведьма и платяной шкаф» «Bewitched, Bothered and Bewildered» | Ану Валиа          | Рашна Фрухбом                                       | 20 января 2022  |
| 9  | «Без обязательств» «No Strings Attached»                            | Ниша Ганатра       | Майкл Патрик Кинг, Джули Роттенберг и Элиза Зурицки | 27 января 2022  |
| 10 | «Увидев свет» «Seeing the Light»                                    | Ниша Ганатра       | Майкл Патрик Кинг, Джули Роттенберг и Элиза Зурицки | 3 февраля 2022  |

### Сезон 2
| №       | Название                                                                    | Режиссёр          | Автор сценария                                      | Дата премьеры   |
| ------- | --------------------------------------------------------------------------- | ----------------- | --------------------------------------------------- | --------------- |
| 1 (11)  | «Встреча в Мет» «Met Cute»                                                  | Майкл Патрик Кинг | Майкл Патрик Кинг и Сьюзэн Фейлс-Хилл               | 22 июня 2023    |
| 2 (12)  | «Рил Дил» «The Real Deal»                                                   | Майкл Патрик Кинг | Сьюзэн Фейлс-Хилл и Майкл Патрик Кинг               | 22 июня 2023    |
| 3 (13)  | «Третья глава» «Chapter Three»                                              | Майкл Патрик Кинг | Джули Роттенберг и Элиза Зурицки                    | 29 июня 2023    |
| 4 (14)  | «Живая!» «Alive!»                                                           | Майкл Патрик Кинг | Джули Роттенберг и Элиза Зурицки                    | 6 июля 2023     |
| 5 (15)  | «Сладость или гадость» «Trick or Treat»                                     | Синтия Никсон     | Саманта Ирби и Лукас Фрелих                         | 13 июля 2023    |
| 6 (16)  | «Циклон-бомба» «Bomb Cyclone»                                               | Синтия Никсон     | Майкл Патрик Кинг и Рэйчел Палмер                   | 20 июля 2023    |
| 7 (17)  | «14 февраля» «February 14th»                                                | Ри Руссо-Янг      | Саманта Ирби                                        | 27 июля 2023    |
| 8 (18)  | «Сто лет тому назад» «A Hundred Years Ago»                                  | Ри Руссо-Янг      | Майкл Патрик Кинг, Джули Роттенберг и Элиза Зурицки | 3 августа 2023  |
| 9 (19)  | «Новое соседство» «There Goes the Neighbourhood»                            | Джули Роттенберг  | Джули Роттенберг и Элиза Зурицки                    | 10 августа 2023 |
| 10 (20) | «Тайная вечеря. Часть 1: Закуска» «The Last Supper Part One: Appetizer»     | Майкл Патрик Кинг | Майкл Патрик Кинг                                   | 17 августа 2023 |
| 11 (21) | «Тайная вечеря. Часть 2: Основное блюдо» «The Last Supper Part Two: Entree» | Майкл Патрик Кинг | Майкл Патрик Кинг                                   | 24 августа 2023 |

### Сезон 3
| №       | Название                                         | Режиссёр          | Автор сценария                        | Дата премьеры   |
| ------- | ------------------------------------------------ | ----------------- | ------------------------------------- | --------------- |
| 1 (22)  | «Хорошие перспективы» «Outlook Good»             | Майкл Патрик Кинг | Майкл Патрик Кинг                     | 29 мая 2025     |
| 2 (23)  | «Крысиные бега» «The Rat Race»                   | Майкл Патрик Кинг | Джули Роттенберг и Элиза Зурицки      | 5 июня 2025     |
| 3 (24)  | «Кэрри Голайтли» «Carrie Golightly»              | Майкл Патрик Кинг | Саманта Ирби                          | 12 июня 2025    |
| 4 (25)  | «Яблоки к яблокам» «Apples to Apples»            | Майкл Патрик Кинг | Майкл Патрик Кинг                     | 19 июня 2025    |
| 5 (26)  | «Из-под полы» «Under the Table»                  | Джули Роттенберг  | Рейчел Палмер                         | 26 июня 2025    |
| 6 (27)  | «Беззвучный режим» «Silent Mode»                 | Джули Роттенберг  | Сьюзан Фейлс-Хилл                     | 3 июля 2025     |
| 7 (28)  | «Девочки хотят веселиться» «They Wanna Have Fun» | Ану Валия         | Лукас Фрелих                          | 10 июля 2025    |
| 8 (29)  | «Долго и счастливо» «Happily Ever After»         | Ану Валия         | Джули Роттенберг и Элиза Зурицки      | 17 июля 2025    |
| 9 (30)  | «Настоящее время» «Present Tense»                | Ану Валия         | Джули Роттенберг и Элиза Зурицки      | 24 июля 2025    |
| 10 (31) | «Лучше, чем секс» «Better Than Sex»              | Майкл Патрик Кинг | Саманта Ирби                          | 31 июля 2025    |
| 11 (32) | «Забудь этого парня» «Forget About the Boy»      | Майкл Патрик Кинг | Майкл Патрик Кинг и Сьюзан Фейлс-Хилл | 7 августа 2025  |
| 12 (33) | «Вечеринка для одного» «Party of One»            | Майкл Патрик Кинг | Майкл Патрик Кинг и Сьюзан Фейлс-Хилл | 14 августа 2025 |

## Создание и релиз
В декабре 2016 года стало известно, что утверждён сценарий фильма «Секс в большом городе 3». Позже авторы франшизы решили не снимать этот фильм — в том числе из-за отказа участвовать в проекте Ким Кэтролл, игравшей в предыдущих фильмах Саманту Джонс. Однако к декабрю 2020 года сценарий был переработан под формат мини-сериала, задуманного руководством HBO Max. На этом этапе планировалось снять единственный сезон в 10 эпизодов, исключив из сюжета Саманту. В феврале 2021 года к проекту присоединились в качестве сценаристов Саманта Ирби, Рахна Фручбом, Кели Гофф, Джули Роттенберг и Элиза Зурицки, Роттенберг и Зурицки стали ещё и исполнительными продюсерами.
Съёмки «И просто так» проходили с 9 июля по 6 декабря 2021 года главным образом в Нью-Йорке; ряд сцен снимали в Париже. Известно, что актрисы, занятые в главных ролях, получили по миллиону долларов за каждую серию. Шоу изначально было предназначено для стримингового сервиса HBO Maх, руководство которого связывало с ним надежды на радикальное расширение аудитории. 22 марта 2022 года сериал был продлён на второй сезон. 
Съемки второго сезона начались 4 октября 2022 года и завершились 14 апреля 2023 года в Нью-Йорке. Незадолго до премьеры сезона стало известно, что героиня Саманта Джонс в исполнении Ким Кэттролл снова появится на экране, но только в одном эпизоде.
22 августа 2023 года стало известно, что сериал продлён на третий сезон. Работа над ним началась после окончания забастовки Гильдии сценаристов США. Сезон вышел на экраны 29 мая 2025 года и стал заключительным.

## Оценки
«И просто так» стал самым просматриваемым дебютным сериалом HBO Max. Согласно агрегатору Rotten Tomatoes, рейтинг одобрения первого сезона составил 48 %. По единодушному мнению критиков сайта, «И просто так» не удалось передать атмосферу «Секса в большом городе», но персонажи франшизы с возрастом приобрели большую глубину. Агрегатор Metacritic оценил сериал на 55 баллов из 100, что указывает на смешанные или средние отзывы.
Рецензенты констатируют, что центральные персонажи заметно постарели вместе с играющими их актрисами, и что это заставило многих зрителей отнестись к сериалу настороженно. По мнению обозревателя «Комсомольской правды», секс уже не играет настолько заметную роль в сюжете, героини воспринимают свой возраст с некоторым сожалением, но без неловкости. В то же время рецензент «Коммерсанта» увидел в шоу «настойчивую сексуализацию прогрессивных немолодых женщин», явно противоречащую передовым тенденциям 2020-х годов. Для него это «удручающее зрелище». По мнению обозревателя «Фильм.ру», создатели сериала слишком стараются соответствовать современным реалиям и всё равно «безнадёжно отстают от повестки»: они «выглядят как взрослые, неправильно использующие сленг тинейджеров, стараясь быть „на одной волне“ со своими детьми». При всём этом, по его словам, «свою главную функцию сериал все же выполняет. „И просто так…“ рушит самое токсичное убеждение многих зрителей, что героини слишком „старые“ для нового витка франшизы».
Критике подверглись освещаемые в телесериале темы мультикультурализма и социальной справедливости. Deadline Hollywood писал, что в сериале слишком много культурных ориентиров 2021 года, а новые персонажи появляются будто для галочки. В частности, персонажа Сары Рамирес Че Диаз высмеяли в соцсетях и называли одним из худших персонажей в истории телевидения.
После выхода эпизода первого сезона, в котором персонаж Криса Нота умирает по завершении тренировки на велосипеде Peloton, акции этой компании упали в цене на бирже.